# Hydrox
L'hydrox est un mélange gazeux (dihydrogène-dioxygène) utilisé en plongée sous-marine très profonde. Il permet de descendre à plusieurs centaines de mètres,,.
Le dihydrogène est le plus léger des gaz (2 fois plus léger que l'hélium) mais possède tout de même un pouvoir narcotique,.

## Histoire
Bien que les premières utilisations répertoriées de l’hydrogène semblent remonter à Antoine Lavoisier (1743-1794) qui en aurait fait respirer à des cochons d’Inde, les réels débuts de l'utilisation de ce gaz en plongée sont généralement attribués aux expériences de l’ingénieur suédois Arne Zetterstrom en 1943.
Ce dernier montra que l’hydrogène était parfaitement utilisable à grande profondeur. Malheureusement, à la suite d'une erreur de l'équipe de surface, il décéda au cours d'une plongée de démonstration. L’étude de l’hydrogène ne reprit que bien des années plus tard, d’abord avec l’US Navy, puis par la société COMEX qui développa les procédures permettant à des plongeurs d’évoluer entre 500 et 700 m de profondeur en respirant des mélanges à base d’hydrogène, tels que l’hydrox (hydrogène-oxygène) ou l’hydreliox (hydrogène-hélium-oxygène),.

## Utilisation
Ce gaz permettrait de lutter notamment contre le SNHP, accident fréquent lors de plongées très profondes.
Ces études connurent un succès retentissant, avec la plongée simulée à -701 mètres de Théo Mavrostomos  le 20 novembre 1992 à Marseille dans le CEH de la COMEX lors de l’expérience en caisson Hydra X. Cette plongée en fait l'homme le plus profond du monde.
L’hydrogène est un gaz potentiellement explosif en présence d’oxygène. La manipulation de ce mélange, ainsi que les contrôles qui en découlent posent des problèmes techniques très importants qui limitent pour l’instant son application aux seuls professionnels.

## Biochimiques de décompression
La marine des États-Unis a évalué l'importance de la flore intestinale bactérienne sur la vitesse de décompression de l'HYDROX de plongée sous-marine,,.
Sources : Le journal A bloc ! n°1